# Network Abstraction Layer
Рівень абстракції мережі або англ. Network Abstraction Layer (NAL) є частиною стандартів кодування відео H.264/AVC і HEVC. Основною задачею NAL є надання зручної репрезентації відео для передачі мережею. NAL дозволило досягти більшої гнучкості при побудові застосувань, що працюють з відео в мережі в порівнянні з попередніми стандартами кодування.
Закодоване відео розбито на частини (NAL елементи або одиниці), які формують пакети із постійним цілим числом байт. NAL елемент починається з однобайтового заголовку, який повідомляє про тип закодованих даних. Всі інші байти займають корисні дані.

## Вступ
Все більша кількість мультимедійних сервісів і зростаюча популярність телебачення високої роздільної здатності створює необхідність для більш ефективного кодування. Крім того, інші засоби передавання такі як кабельний модем, xDSL, або UMTS зазвичай мають менші частоти передавання даних ніж основні канали трансляції, і підвищена ефективність стиснення може дозволити передавати більше відео каналів або відео кращої якості на існуючому обладнанні. Кодування відео для застосувань телекомунікацій починалося, як задача для сервісів ISDN і T1/E1, що охоплювали передачу даних по PSTN, мобільних бездротових мережах, і LAN/локальних мережах. 
Стандарти H.264/AVC і HEVC розроблялися для таких галузей технічних рішень як інтерактивні трансляції (через кабель, супутник, кабельний модем, DSL, наземні радіостанції, та ін.) або для послідовних сховищ на оптичних і магнітних пристроях, послуг телефонії, відео по запиту або мультимедіа трансляцій, служб обміну повідомленнями мультимедіа, і т. д. Щоб задовольнити цю потребу в гнучкості і можливості налаштовувати передачу відео для різних потреб, створення стандартів покриває собою NAL, який форматує представлення відео від рівня кодування відео (VCL) і додає інформацію заголовку у вигляді, що є прийнятним для різноманітних транспортних шарів трансляції або зберігаючих пристроїв.
NAL розроблено аби забезпечити дружній рівень для роботи з мережею, і дозволити просто і ефективно налаштовувати використання VCL для широкої різноманітності систем.
NAL полегшує можливість зображення даних VCL для транспортних шарів, такий як:
- RTP/IP для будь-якого типу дротових і бездротових послуг реального часу через Інтернет.[1]
- Файлових форматів, наприклад, ISO MP4 для збереження і MMS.[1]
- H.32X для дротових і бездротових послуг спілкування.[1]
- MPEG-2 системи для послуг мовлення, трансляції тощо.[1]

## NAL елементи
Кодовані відео дані організовані у вигляді окремих NAL елементів, кожен з яких є пакетом, що містить ціле число байт. Перший байт кожного NAL елементу H.264/AVC є заголовком, який містить ідентифікатор типу даних, що міститься в NAL елементі. Для HEVC заголовок розширено до двох байт. Всі інші дані містять корисні дані того типу, що було зазначено в заголовку.
Структура NAL елементу визначає загальний формат для використання в транспортних системах що передають дані пакетами або потоком байт, а послідовність NAL елементів, згенерованих кодером називається потоком NAL елементів.

### NAL елементи при використанні в байтових потоках
Деякі системи потребують доставки цілого або часткового потоку NAL елементів у вигляді впорядкованого потоку байт або біт, в середині якого початок NAL елементів і його межі повинні ідентифікуватися із потоку самих кодованих даних.
Для використання в таких системах, специфікації H.264/AVC і HEVC визначають формат байтового потоку. В форматах передачі байтових потоків, кожен NAL елемент починається із спеціальної послідовності з трьох байт, що називаються стартовим кодовим префіксом. Межі NAL елементів можна ідентифікувати за допомогою пошуку унікальних послідовностей стартових кодових префіксів. Використання спеціальної емуляції байт гарантує, що стартові префікси унікальні ідентифікатори початку нових NAL елементів серед всіх даних.
Невелика кількість додаткових даних (один байт на відео зображення) також додаються для того, щоб дозволити декодеру виконувати операції в системах, що передають потоки біт без вирівнювання до байтового діапазону, і отримати правильне вирівнювання даних в потоці.

### NAL елементи в пакетований транспортних системах
В іншого типу системах (що використовують IP/RTP), закодовані дані передаються в пакетах, які розбиті на частини відповідно до системного транспортного протоколу, і ідентифікація меж NAL елементів всередині пакету може відбуватися без використання стартових кодових послідовностей в початкових байтах. В таких системах, включення стартових префіксів в дані буде надмірним непотрібним вмістом, тому замість використовувати NAL елементи, можна передавати дані без стартових кодових префіксів.

### NAL Елементи з VCL даними і без
NAL елементи можна класифікувати на ті, що містять відео дані VCL і ті що не містять їх. VCL NAL елементи, містять дані що відносяться до відео зображень, а не-VCL NAL елементи містять будь-яку пов'язану додаткову інформацію, таку як набори параметрів (важливі дані заголовку, які можуть застосовуватися до великої кількості VCL NAL елементів) і додаткова уточнювальна інформація (інформація синхронізації і інші додаткові дані, які можуть підвищити зручність і простоту використання декодованого відеосигналу, але не є обов’язковими для декодування самих відео зображень).

## Набори параметрів
Набори параметрів містять інформацію, яка передбачається змінюється рідко і використовується для декодування великої кількості VCL NAL елементів. Є два типи наборів параметрів:
- набори параметрів послідовності (англ. sequence parameter sets (SPS)), які застосовуються до серії послідовних кодованих відеозображень
- набори параметрів зображення ((англ. picture parameter sets (PPS)), які застосовуються до одного або декількох конкретних зображень

Параметри послідовності і зображень можуть слатися значно заздалегідь до тих VCL NAL елементів, до яких вони застосовуються, і можуть повторюватись аби забезпечити стійкість проти втрати даних. В деяких застосуваннях, набори параметрів можуть висилатися в каналі, який передає VCL NAL елементи. В інших, вони можуть окремо від основного відео потоку, для більш надійного механізму передачі.